# Helen Gardner
Helen Gardner (ur. 13 lutego 1908 w Londynie, zm. 4 czerwca 1986 w Bicester) – angielska filolog i krytyk literacka, dama.

## Życiorys
Do 1935 roku studiowała na Uniwersytecie Oxfordzkim. Od 1934 do 1941 była wykładowcą literatury angielskiej na Uniwersytecie w Birmingham. Od 1941 wykładała na Oksfordzie (do 1954 jako tutor, czyli adiunkt, a potem jako docent angielskiej literatury renesansowej). Od 1958 była członkiem British Academy. W latach 1967–1978 była Powiernikiem Narodowej Galerii Portretów.
Do jej głównych zainteresowań naukowych należały: twórczość XIV-wiecznych mistyków angielskich, dramat elżbietański, poeci metafizyczni i dzieła Thomasa Eliota. Wydała krytyczne edycje dzieł Johna Donne'a oraz innych poetów metafizycznych. W pracach teoretycznych podkreślała potrzebę i wartość historyzmu podczas interpretowania utworów literackich.

## Dzieła
Wybrane dzieła:
- The Art of T.S. Eliot (1949),
- The Business of Criticism (1960),
- Literary Studies (1968),
- Religion and Literature (1971)[2].